# Camptomeris calliandrae
Camptomeris calliandrae är en svampart som beskrevs av Syd. 1927. Camptomeris calliandrae ingår i släktet Camptomeris, divisionen sporsäcksvampar och riket svampar.   Inga underarter finns listade i Catalogue of Life.